# Propedéutica
La propedéutica (del griego πρó [pro], que significa ‘antes’, y παιδευτικóς [paideutikós], ‘referente a la enseñanza’, donde παιδóς [paidós] significa ‘niño’) es el conjunto de saberes necesarios para preparar el estudio de una materia, ciencia o disciplina. Es la etapa previa a la metodología, que es el conocimiento de los procedimientos y técnicas necesarios para investigar en una determinada área científica, En la mayoría de las instituciones educativas, los estudios de posgrado, que incluye maestría y doctorado, tienen un curso propedéutico.
Involucra también a los conceptos de preparación y adiestramiento, por tanto, la propedéutica es el estudio previo de los fundamentos o prolegómenos de lo que luego se enseñará con mayor extensión y profundidad, a manera de introducción en una disciplina. Aporta los conocimientos teóricos y prácticos necesarios, imprescindibles y básicos de una materia que necesita el alumno para llegar a entenderla durante su estudio profundo y ejercerla después.

## Cursos propedéuticos a nivel medio superior
En instituciones de nivel académico medio superior es obligatorio el tomar unos cursos propedéuticos antes de tomar un examen de admisión o para tomar un curso a larga distancia. El estudiante, a través de la propedéutica, adquiere los saberes necesarios para ingresar a un campo de conocimiento. En algunos casos se les llama cursos remediales o correctivos para ponerse al día con una materia específica. En este artículo se utiliza la estricta definición de propedéutica para establecer capacidad intelectual para acceder a una especialidad académica.
Es necesario reforzar lo que haya aprendido y tomar desde antes una sección referente a la enseñanza de un usuario con cualidades antológicas.

## Propedéutica clínica
En medicina veterinaria y humana, la propedéutica es la enseñanza de las técnicas de exploración clínica. Enseña el conjunto ordenado de métodos y procedimientos de los que se vale el clínico para observar los signos y síntomas. Enseña a inspeccionar, reconocer y clasificar los síntomas y signos relevantes de los irrelevantes antes de formular un juicio clínico (diagnóstico, tratamiento y pronóstico) por parte del profesional.